# George Băsăneanțu
George Băsăneanțu (n. 6 august 1872, Bărăteaz, Timiș – d. 27 iulie 1921, Bărăteaz, Timiș) a fost un deputat în Marea Adunare Națională de la Alba Iulia, organismul legislativ reprezentativ al „tuturor românilor din Transilvania, Banat și Țara Ungurească”, cel care a adoptat hotărârea privind Unirea Transilvaniei cu România la 1 decembrie 1918

## Activitatea politică
Ca deputat în Adunarea Națională din 1 decembrie 1918, George Băsăneanțu a fost delegat al Cercului Cocota (jud. Timiș). A fost primar al comunei timp de șase ani, fiind mai apoi delegat la 12 iulie 1921, în comuna Bărăteaz, Timiș.